# Wilhelm Flensburg
Wilhelm Flensburg (født 3. august 1819, død 31. oktober 1897) var en svensk teolog, politiker og kirkemand, far til professor Nils Flensburg.
Som professor ved Lunds Universitet i 1850'erne tilhørte han, sammen med E.G. Bring, H.M. Melin og A.N. Sundberg, "den store fakultet". I 1865 blev han efterfulger til J.H. Thomander på Lunds bispestol.